# Anarchocommunisme
Anarchocommunisme, anarchistisch communisme of libertarisch communisme is een politieke theorie binnen het anarchisme. Het anarchocommunisme streeft naar een staatloze samenleving gebaseerd op gemeenschappelijk eigendom van de productiemiddelen, waarbij de geproduceerde goederen verdeeld worden naar ieders behoefte. Het hoofdbeginsel van het anarchocommunisme is "van ieder naar zijn vermogen, aan ieder naar zijn behoeften". Het anarchocommunisme pleit voor het opheffen van de Staat en het kapitalisme. In het anarchocommunisme bestaat er geen particulier eigendom van de productiemiddelen en ook geen loonarbeid. De productiemiddelen worden democratisch beheerd door zelfstandige verenigingen of arbeidsraden.

## Anarchisme
Anarchisme komt van het woord anarchie, dat letterlijk “zonder heerser” of  “zonder heerschappij” betekent. Dit betekent de verwerping van alle overheersing, of dat nu door staten, slavendrijvers, sekteleiders of kapitalisten gebeurt.
In tegenstelling tot marxistische (staats)communisten zijn anarchocommunisten tegenstander van een revolutionaire voorhoedepartij en de dictatuur van het proletariaat, omdat zij tegen elke autoriteit, centralisatie of Staat zijn.

## Communisme
Communisme was in de negentiende eeuw de aanduiding voor een samenleving gebaseerd op "gemeenschap van goederen." Gemeenschap van goederen is tegenwoordig het meest bekend bij het huwelijk, waarbij de twee getrouwden samen eigenaar zijn. De eerste communisten spraken dan ook altijd van het reorganiseren van de samenleving tot een gezin. 
In de 19de-eeuwse wetenschap werd de term communisme ook gebruikt in de antropologie en de historische wetenschap, die de organisatievorm van de jagers- en verzamelaars en de vroegste vormen van landbouwsamenlevingen als oercommunisme of primitief communisme zagen.
De communist Louis Blanc formuleerde een stelling die al snel door andere communisten werd overgenomen om het communistische principe uit te leggen. Deze stelling luidde: “Van ieder naar vermogen, aan ieder naar behoefte.” Dit betekende dat iedereen naar zijn vermogen moest werken en dat dan iedereen naar behoefte kon krijgen of nemen.
Oorspronkelijk had communisme niet direct iets met de Staat te maken, maar omdat de eerste moderne communisten altijd de Staat de taak gaven om het basisprincipe te verwezenlijken, werd het communisme synoniem met de Staatsvariant. Vooral toen het marxisme populair werd en de bolsjewieken hun dictatuur stichtten werd het woord communisme synoniem met de landen waar communistische partijen de dienst uitmaken. (Overigens noemden de marxisten de Sovjet-Unie en haar bondgenoten altijd "socialistisch", wat volgens het marxisme de tussenfase was tussen kapitalisme en communisme.)

## Anarchocommunisme
In het anarchocommunisme worden de productiemiddelen en de openbare ruimte beheerd door onderlinge afspraken tussen de betrokkenen. Bij zaken en besluiten waar veel mensen betrokken bij zijn, worden besluiten genomen door consensus of democratische stemmingen. Iedereen heeft het recht om de beslissingen van de democratische stemmingen naast zich neer te leggen, maar dat kan het gevolg hebben dat de andere mensen besluiten om de voordelen van de vereniging niet meer aan de weigeraar te verlenen. Afgevaardigden of functionarissen worden democratisch gekozen en kunnen op ieder moment afgezet worden.
Alle productiemiddelen zijn het collectieve eigendom van de gemeenschap. De fabrieken en landbouwgrond worden beheerd door diegenen die daar werken. Deze organen zouden zich kunnen federaliseren tot lokale gemeenschappen (communes), die op hun beurt weer gewesten kunnen vormen. De geproduceerde goederen behoren aan alle leden van de federatie. De geproduceerde goederen worden naar behoefte gedistribueerd onder alle leden van de communale en federatieve gemeenschap. Overvloedige producten kunnen genomen worden naar ieders behoefte, terwijl schaarse goederen gerantsoeneerd worden verdeeld onder diegenen die er behoefte aan hebben. Kinderen, zieken en ouderen hoeven niet te werken, maar het wordt verwacht dat diegene die kunnen werken, ook daadwerkelijk werken. Volgens Peter Kropotkin zou er door de gezamenlijke productie en distributie in het anarchocommunisme geen vastgelegde arbeidsverdeling meer bestaan, zodat iedereen de kans krijgt om verschillende soorten werkzaamheden af te wisselen.
In het anarchocommunisme bestaat er geen particulier eigendomsrecht. Wel wordt individueel vruchtgebruik of bezit van bepaalde goederen gerespecteerd. In de anarchocommunistische krant Freedom werd dit als volgt verwoord:
“[D]e redenen waarom ik me niet bemoei met de omgang tussen mijn buurman en zijn vrienden, weerhouden mij er ook van zijn gereedschap mee te nemen, hem uit zijn huis te zetten, hem van zijn land te verdrijven, per se op zijn favoriete paard te willen rijden, op zijn viool te spelen, zijn tandenborstel en kam te gebruiken, zijn jas te dragen, of ervandoor te gaan met de zilveren theepot die hij van zijn grootmoeder heeft gekregen. Ik erken niet zijn eigenaarschap van deze dingen, maar als ik zie dat hij er echt een band mee heeft, dan zal mijn sociaal gevoel mij ervan weerhouden die te schenden.” 

## Kritiek
Het anarchocommunisme wordt bekritiseerd omdat het voortbestaan van de samenleving op deze manier afhankelijk is van de wil van eenieder om vrijwillig goederen en diensten te produceren en weg te geven aan de gemeenschap, aangezien er geen overheid is die de productie afdwingt, en er geen vrije markt mogelijk is die de productie stimuleert. Volgens Peter Kropotkin hoeft een anarchocommunistische samenleving niet bang te zijn voor luie profiteurs, omdat de andere leden kunnen beslissen om profiteurs te boycotten of uit de vereniging te zetten. Profiteurs zullen, zo dacht hij, gehoor geven aan kritiek, omdat de verdeling van consumptiegoederen naar behoefte veel voordelen biedt.

## Praktijk
Het anarchocommunisme is in de geschiedenis op bepaalde plekken gedeeltelijk verwezenlijkt, bijvoorbeeld:
- De Vrije Zone van Oekraïne (1919-1921)
- In de republikeinse zone tijdens de Spaanse Revolutie (1936-1939)
- Kibboets vanaf 1910 in Israël